# وانیمو
وانیمو مرکز استان سپیک غربی، واقع در کشور پاپوآ گینه نو است.